# Dave Taylor (Eishockeyspieler)
David Andrew „Dave“ Taylor (* 4. Dezember 1955 in Levack, Ontario) ist ein ehemaliger kanadischer Eishockeyspieler und -funktionär, der im Verlauf seiner aktiven Karriere zwischen 1974 und 1994 unter anderem 1203 Spiele für die Los Angeles Kings in der National Hockey League auf der Position des rechten Flügelstürmers bestritten hat. Taylor, der zwischen 1985 und 1989 der achte Mannschaftskapitän der Franchise-Geschichte der Los Angeles Kings war, erhielt im Jahr 1991 sowohl die Bill Masterton Memorial Trophy als auch die King Clancy Memorial Trophy. Seit 2012 ist er Vice President of Hockey Operations der St. Louis Blues.

## Karriere

### Spielerkarriere
Nach seiner ersten Saison in der Mannschaft der Clarkson University war Taylor sowohl in der National Hockey League als auch der World Hockey Association auf der Liste der Scouts für den Draft, doch man traute ihm nicht viel zu. Im NHL Amateur Draft 1975 holten die Los Angeles Kings ihn erst in der 15. Runde als 211. und beim WHA Amateur Draft 1975 warteten auch die Houston Aeros bis in die achte Runde, um ihn als 113. zu ziehen. Taylor blieb noch zwei Jahre an der Clarkson, wo er noch heute die Scoringrekorde hält. Er beendete die Saison in der Central Hockey League bei den Fort Worth Texans, um in der folgenden Saison in der NHL auf Torejagd zu gehen.
Mit 43 Punkten in seiner ersten Saison 1977/78 war Taylor bereits erfolgreicher als man erwartet hatte, doch es folgten Jahre mit 90 bis 112 Punkten. In der Triple Crown Line spielte Dave Taylor zusammen mit Charlie Simmer und Marcel Dionne und in der Saison 1980/81 schafften es alle drei über 100 Punkte zu verbuchen. Ab 1985 war Taylor Mannschaftskapitän der Kings und wurde 1989 von Wayne Gretzky abgelöst. Bis 1994 spielte Taylor nur für die Kings und war bis April 2018 der Spieler, der die meisten Spiele für das Team aus LA bestritt, ehe er von Dustin Brown übertroffen wurde.

#### International
Auf internationaler Ebene vertrat Taylor sein Heimatland bei den Weltmeisterschaften 1983, 1985 und 1986. Dabei gewann er in den Jahren 1983 und 1986 die Bronzemedaille, im Jahr 1985 errang er mit der kanadischen Nationalmannschaft die Vizeweltmeisterschaft und damit die Silbermedaille. In insgesamt 30 WM-Einsätzen erzielte Taylor 17 Scorerpunkte.

### Funktionärskarriere
Im Jahr 1997 übernahm Taylor bei den Kings den Posten des General Managers und übte diesen Job bis 2006 aus. Gleichzeitig war er auch Senior Vice President of Hockey Operations des Teams. Bereits unmittelbar nach seinem Karriereende im Jahr 1994 hatte er einen Funktionärsposten bei den LA Kings erhalten und war Assistent des damaligen General Managers Sam McMaster und Director of Player Development geworden.
Nach seinem Ausscheiden bei Los Angeles erhielt der Kanadier ein Angebot der Dallas Stars, wo er zwischen 2007 und 2010 Director of Player Personnel. Diesen Posten übte er zwischen 2010 und 2012 auch bei den St. Louis Blues aus, ehe er zum Vice President of Hockey Operations befördert wurde.

## Erfolge und Auszeichnungen
| - 1973 NOJHL Most Valuable Player - 1973 NOJHL Rookie of the Year - 1973 NOJHL First All-Star Team - 1977 ECAC Player of the Year - 1977 ECAC First All-Star Team - 1977 NCAA East First All-American Team - 1981 Teilnahme am NHL All-Star Game | - 1981 NHL Second All-Star Team - 1982 Teilnahme am NHL All-Star Game - 1986 Teilnahme am NHL All-Star Game - 1991 Bill Masterton Memorial Trophy - 1991 King Clancy Memorial Trophy - 1994 Teilnahme am NHL All-Star Game |

### International
- 1983 Bronzemedaille bei der Weltmeisterschaft
- 1985 Silbermedaille bei der Weltmeisterschaft
- 1986 Bronzemedaille bei der Weltmeisterschaft

## Team-Rekorde
- 112 Punkte als rechter Flügelspieler für die Los Angeles Kings (47 Tore und 65 Vorlagen, 1980/81)

## Karrierestatistik

### International
Vertrat Kanada bei:
- Weltmeisterschaft 1983
- Weltmeisterschaft 1985
- Weltmeisterschaft 1986

(Legende zur Spielerstatistik: Sp oder GP = absolvierte Spiele; T oder G = erzielte Tore; V oder A = erzielte Assists; Pkt oder Pts = erzielte Scorerpunkte; SM oder PIM = erhaltene Strafminuten; +/− = Plus/Minus-Bilanz; PP = erzielte Überzahltore; SH = erzielte Unterzahltore; GW = erzielte Siegtore; 1 Play-downs/Relegation; Kursiv: Statistik nicht vollständig)